# Bătălie peste stele
Bătălie peste stele (titlu original: Battle Beyond the Stars) este un film american space opera din 1980 regizat de Jimmy T. Murakami și produs de Roger Corman. Rolurile principale au fost interpretate de actorii Richard Thomas, Robert Vaughn, George Peppard, John Saxon, Sybil Danning și Darlanne Fluegel.. Scenariul este scris de John Sayles pe baza unei povestiri de Sayles și Anne Dyer, cu o coloană sonoră de James Horner și efecte speciale de James Cameron.

## Distribuție
- Richard Thomas - Shad
- Robert Vaughn - Gelt
- John Saxon - Sador
- George Peppard - Space Cowboy
- Darlanne Fluegel - Nanelia
- Sybil Danning - Saint-Exmin
- Sam Jaffe - Dr. Hephaestus
- Jeff Corey - Zed the Corsair
- Morgan Woodward - Cayman of the Lambda Zone-
- Marta Kristen - Lux
- Earl Boen -  Nestor 1
- John Gowens  - Nestor 2.
- Lynn Carlin - Nell's (voce), computer de pe nava spațială
- Larry Meyers - Kelvin 1
- Lara Cody - Kelvin 2.
- Steve Davis - Quepeg
- Julia Duffy - Mol